# Летерм, Ив
Ив Ками́ль Дезире́ Лете́рм (нидерл. Yves Camille Désiré Leterme, родился 6 октября 1960, Вервик, Западная Фландрия), — премьер-министр Бельгии в марте-декабре 2008 года и с ноября 2009 года по декабрь 2011 года.

## Биография
Ив родился в 1960 г. в небольшом городке Вервик (Западная Фландрия) на границе с Францией. Семья Ива была смешанной: его отец — франкофон, а мать — фламандка. На детские годы Летерма пришлось территориальное разграничение языков в Бельгии в 1963 г. Тогда именно мать взяла на себя воспитание Летерма, поэтому, несмотря на своё французское имя, родным языком Ив называет только нидерландский, хотя французским он также владеет в совершенстве. Отчасти эти предпочтения можно объяснить более выгодным экономическим положением Фландрии в современной Бельгии по сравнению с франкоязычной Валлонией. Лингвистические симпатии Летерма, а также его весьма нелестные отзывы о языковых способностях франкофонов, которых традиционно слабо интересует нидерландский язык, несмотря на рост экономики Фландрии, способствовали падению его популярности во франкоязычной среде, а также вызвали целый ряд неловких моментов при общении с прессой.

## Политическая карьера
Занимал должность министра-президента Фландрии 20 июля 2004 — 28 июня 2007. Ушёл в отставку после победы своей партии на всеобщих парламентских выборах, с целью добиться избрания премьер-министром Бельгии. В переходном правительстве Ги Верхофстадта занимал пост вице-премьера и министра бюджета, транспорта, институциональных реформ и по делам Северного моря с декабря 2007 по март 2008. Переговоры по формированию нового правительства стали рекордными по продолжительности для Бельгии, и сопровождались многочисленными скандалами. Премьер-министр Бельгии — с 20 марта 2008 года.

## Отставка с поста премьер-министра
19 декабря 2008 года Ив Летерм подал в отставку с поста премьер-министра в связи со скандалом вокруг условий поддержки финансовой компании «Фортис». Заявление Летерма последовало вслед за отставкой министра юстиции Йо Вандёрзена. Причиной отставки министра юстиции послужило заявление Кассационного суда Бельгии о существовании «серьёзных свидетельств» того, что правительство оказывало сильное давление на правосудие в деле о продаже «Фортис».
22 декабря король Бельгии принял отставку правительства, в то же время попросив кабинет министров продолжить исполнение своих обязанностей. 29 декабря новое правительство страны поручено сформировать спикеру Палаты депутатов Херману ван Ромпёю.

## Министр иностранных дел
17 июля 2009 года вошёл в состав кабинета министров в качестве министра иностранных дел, сменив Карела Де Гюхта, перешедшего на работу в Еврокомиссию.

## Второе правительство Летерма
После того, как Херман ван Ромпёй был избран 19 ноября 2009 года председателем Европейского совета, он покинул пост главы правительства. 25 ноября 2009 года король предложил Иву Летерму сформировать новый кабинет министров. Незамедлительно Летерм представил новый состав правительства, который принёс присягу в тот же день.
Второй кабинет министров Летерма по своему составу идентичен правительству ван Ромпёя, за тем исключением, что пост министра иностранных дел в нём занял Стевен Ванакере. В прежнем кабинете Ванакере занимал пост заместителя премьер-министра. Король Бельгии Альберт II 26 апреля 2010 года принял отставку правительства страны во главе с премьер-министром Ивом Летермом. До формирования нового правительства Бельгии во главе с Элио ди Рупо в декабре 2011 года оставался на посту премьер-министра.